# Forces démocratiques unifiées (république du Congo)
Pour les articles homonymes, voir FDU et Forces démocratiques unifiées.
Ne doit pas être confondu avec Forces démocratiques unifiées  (Rwanda).
Les Forces démocratiques unifiées, ou FDU, désignent le regroupement de plusieurs partis de la majorité au pouvoir depuis 2002 au Congo-Brazzaville : il s'agit du PCT (Parti congolais du travail), de l'UDR (Union pour la défense de la République) et de plusieurs autres partis qui soutiennent le président actuel Denis Sassou-Nguesso et qui sont présents au parlement et au sénat congolais.